# Surf's Up
Cánh Cụt Lướt Ván (tiếng Anh: Surf's Up) là một bộ phim hoạt hình máy tính của Mỹ năm 2007 do Ash Brannon và Chris Buck đạo diễn. Nó có giọng nói của Shia LaBeouf, Jeff Bridges, Zooey Deschanel, Jon Heder, Mario Cantone, James Woods và Diedrich Bader trong số những người khác.

## Lồng tiếng
| Nhân vật         | Diễn viên lồng tiếng |
| ---------------- | -------------------- |
| Cadu Maverick    | Shia LaBeouf         |
| Lani Allikai     | Zooey Deschanel      |
| Zeke             | Jeff Bridges         |
| Chicken Joe      | Jon Heder            |
| Mikey Abromowitz | Mario Cantone        |
| Kelly            | Kelly Slater         |
| Rob              | Rob Machado          |
| Glen Maverick    | Brian Posehn         |
| Edna Maverick    | Dana L. Belben       |
| Kate             | Reese Elowe          |

## Tiếp nhận

### Đánh giá chuyên môn
Trên trang mạng tổng hợp kết quả đánh giá Rotten Tomatoes, Cánh Cụt Lướt Ván đạt mức đánh giá 79% dựa theo 147 ý kiến, với điểm trung bình là 6,67/10. Trang mạng nhận xét, "Cánh Cụt Lướt là một bộ phim hoạt hình thoải mái, có hình ảnh tuyệt đẹp, mang đến sự mới mẻ cho một số quy ước quen thuộc. Định dạng mô phỏng dí dỏm của nó rất thú vị và sáng tạo, còn CGI thì chân thực đến nghẹt thở." Trên trang Metacritic, phim nhận được điểm trung bình 64 trên 100, dựa theo ý kiến của 26 nhà phê bình. Khảo sát khán giả trên trang CinemaScore cho phim điểm "A-" trên thang từ A tới F.